# Alegria (Cebu)
Alegria är ett litet samhälle i kommunen Cordova som ligger på östra delen av ön Cebu i Filippinerna. Samhället Alegria ska inte förväxlas med staden Alegria som ligger i sydvästra delen av Cebu.
Alegria ligger nära havet, med en liten strand dit det ännu inte har hittat så många turister.
I havet finns det rikligt med fisk och skaldjur.
Alegria har vacker natur. Det finns en speciell väg som man kan gå till ett ställe där man kan plocka skaldjur med händerna. På vägen dit får man vada. Vid ebb räcker vattnet upp till midjan ungefär om man är en normallång kvinna. När man kommer fram till stället där skaldjuren finns räcker vattnet bara till knäna.
Längre ut blir vattnet djupare så att stora båtar kan passera.
Husen i samhället är idag framförallt byggda av cement. Förr var det vanligt med trähus på pålar.
Samhällets helgon är Birhen sa Fatima. En gång om året hålls en festival till helgonets ära. Då ordnas ”benefit dance” varje lördag i en månad fram till festivalen. Där samlas pengar in till renovering av helgonets kapell och för inköp av nya föremål. På själva festivalen hålls mässa i kapellet. På kvällen anordnas karaoketävling och skönhetstävling.